# 細野豪志
細野 豪志（ほその ごうし、1971年〈昭和46年〉8月21日 - ）は、日本の政治家、自由民主党所属の衆議院議員（9期）、自由民主党政務調査会長代理。
内閣府特命担当大臣（原子力行政）（野田内閣・野田第1次改造内閣・野田第2次改造内閣）、内閣府特命担当大臣（原子力防災）（野田第2次改造内閣）、環境大臣（第17代）、内閣府特命担当大臣（消費者及び食品安全）（菅直人第2次改造内閣）、内閣府特命担当大臣（原子力損害賠償支援機構）（菅直人第2次改造内閣・野田内閣）、民主党政策調査会長（第12代・第15代）、民主党幹事長（第13代）、自誓会会長、民進党代表代行、希望の党憲法調査会長を歴任した。

## 来歴

### 生い立ち
1971年08月21日京都府綾部市に生まれ、滋賀県近江八幡市で育った。近江兄弟社中学校、滋賀県立彦根東高等学校、京都大学法学部卒業。京大在学中は佐藤幸治のゼミに所属。大学卒業後、1995年4月から三和総合研究所（現・三菱UFJリサーチ&コンサルティング）で研究員を務める。1996年に結婚し、1999年から衆議院議員公設第二秘書に、同年10月に静岡県三島市に移り住んだ。

### 政界入り・衆議院議員
2000年、第42回衆議院議員総選挙に民主党公認で旧静岡7区から出馬。自由民主党の木部佳昭、保守系無所属の栗原裕康（のち沼津市長）らを破り、6月に初当選した。2002年に選挙区の区割変更が実施され、2003年の第43回衆議院議員総選挙では静岡5区から出馬。自由民主党の斉藤斗志二を破り、再選。以後、静岡5区で連続7選。2005年、京大法学部の先輩である前原誠司民主党代表の下で、党役員室長に就任した。偽メール問題により前原が辞任した後、後任の小沢一郎の下でも党役員室長に留任。
2007年9月、政策調査会筆頭副会長に就任し、党役職に復帰した。2009年の第45回衆議院議員総選挙で4選を果たした。

### 鳩山政権
民主党による鳩山由紀夫内閣への政権交代後、2009年10月に民主党組織委員長・企業団体対策委員長・副幹事長に起用された。12月には、小沢一郎を名誉団長とする小沢訪中団に団事務総長として参加し、訪中した。
2010年6月に民主党企業団体対策委員長に再任した。

### 菅政権
2011年1月、菅直人第2次改造内閣で内閣総理大臣補佐官（社会保障・税一体改革及び国会対策担当）に任命される。同年3月11日の東日本大震災発生に伴い、同年4月15日から担当事項が「原子力発電所事故全般についての対応及び広報担当」に変更された。
初入閣
同年6月27日、原発事故の収束及び再発防止担当大臣、節電啓発担当大臣、内閣府特命担当大臣（消費者及び食品安全）に任命され、初入閣。同年8月10日、原子力損害賠償支援機構法が公布・施行され、内閣府特命担当大臣（原子力損害賠償支援機構）を兼任。

### 野田政権

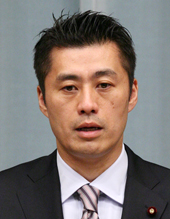
環境大臣就任時の記者会見にて

2011年民主党代表選挙では前原誠司の推薦人に名を連ねるが、1回目の投票で前原は3位に終わった。前原陣営は決選投票において、小沢グループが推す経済産業大臣の海江田万里ではなく、財務大臣の野田佳彦に投票する方針を決定（野田は決選投票で海江田を破り、当選）。9月に発足した野田内閣で内閣府特命担当大臣（原子力損害賠償支援機構）に再任されたのに加え、環境大臣に任命される。同年10月3日、内閣府特命担当大臣（原子力行政）の補職辞令の発令に伴い、内閣府特命担当大臣（原子力損害賠償支援機構）を退任（後任は枝野幸男経済産業大臣）。環境大臣及び内閣府特命担当大臣（原子力行政）は野田第2次改造内閣まで務める。
2012年9月、民主党代表選挙への出馬を小川淳也衆議院議員ら党内の若手議員らから要請されたが、出馬を固辞した。同年9月19日、原子力発電所の安全・規制を一元化した原子力規制委員会の発足に伴い、内閣府特命担当大臣（原子力防災）の補職辞令を受ける。
2012年9月28日、野田第3次改造内閣の発足に伴い、環境大臣、内閣府特命担当大臣（原子力防災・原子力行政）を退任（10月1日付け）し、民主党政策調査会長に就任した。

#### 衆院解散選挙
同年の第46回衆議院議員総選挙では民主党に猛烈な逆風が吹き荒れる中、静岡5区で自由民主党新人の吉川赳を大差で破り、5選（吉川も比例復活）。

### 民主党下野後

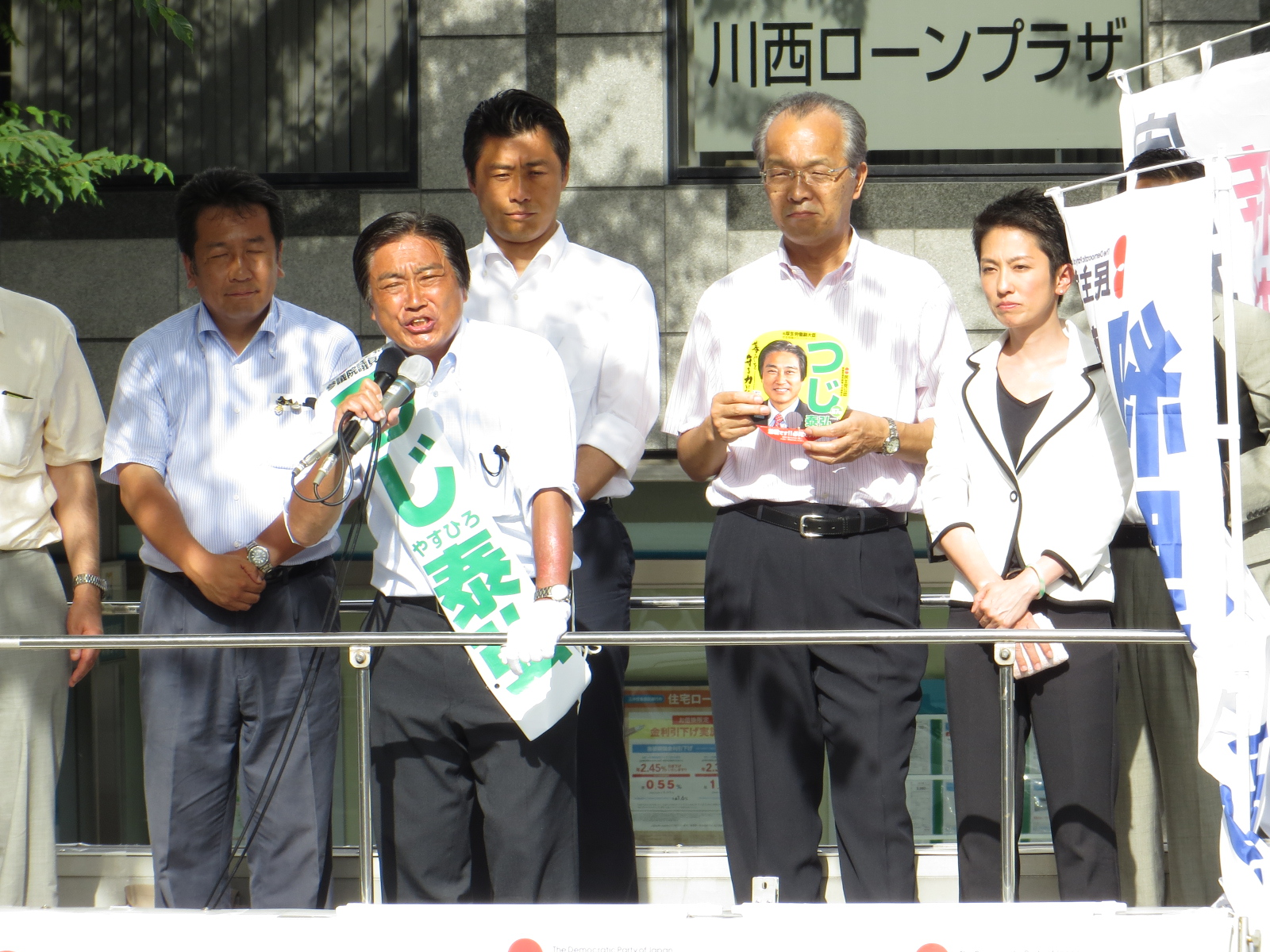
2013年7月15日、枝野幸男、蓮舫と共に辻泰弘の応援演説に参加する細野

民主党惨敗を受け、野田首相は代表辞任を表明する。野田の辞任を受けて実施された民主党代表選挙では、再び細野を推す声が上がったが出馬を固辞し、既に立候補を表明していた海江田万里を支持する考えを明らかにした。馬淵澄夫を破り、当選した海江田の下で民主党幹事長に起用された。2012年12月28日、民主党の次の内閣でネクスト副総理大臣に就任。

#### 下野後初の参院選挙と派閥立ち上げ以降
2013年7月26日、第23回参議院議員通常選挙における民主党惨敗の責任を取り、幹事長を辞任。
2014年1月、自誓会を旗揚げし、会長に就任。同年12月の第47回衆議院議員総選挙では、比例東海ブロックへの重複立候補を辞退し、静岡5区のみで出馬。自由民主党の吉川赳を再び大差で破り、6選。吉川は比例復活も出来ず落選。
2015年1月の民主党代表選挙に出馬したが、決選投票で岡田克也に敗れた。代表に選出された岡田の下で、民主党政策調査会長に起用される。
2016年3月27日の民主党と維新の党との合同に伴う民進党結成に際しては、党代表の岡田以下旧民主党執行部役員の大半がそのまま続投した中、山尾志桜里に譲る形で政策調査会長の座を降りることとなった。
2016年9月の民進党代表選挙では自身の不出馬と蓮舫代表代行への支持を表明した。選挙後の執行部人事では安住淳、江田憲司と共に代表代行に就任した。

### 改憲私案公表・代表代行辞任
2017年4月10日発売の月刊誌『中央公論』で日本国憲法改正私案を公表。これに所属する民進党の方針と異なると党内から批判が相次いだことから、同年4月13日に「執行部の憲法改正に関する姿勢に不満がある」として民進党代表代行を辞任。これに関して、蓮舫は「最低だ」と激しく非難した。また、同年5月19日には代表代行辞任による混乱の責任を取るため自誓会の代表を辞任をすることを同会の会合にて表明し了承された。

### 離党・希望の党結成へ
2017年8月4日、自誓会の会合で民進党を離党する意向を表明し、その後記者団に「新たな政権政党をつくる決意で立ち上がりたい」と述べた。同年8月8日、離党届を提出。離党届け提出後に記者会見を行い、自由民主党に代わる受け皿となる新党結成を目指す意向を表明。政治団体「日本ファーストの会」を設立した若狭勝衆院議員との協議に意欲を示し、また、先に民進党を除籍された長島昭久衆院議員らとの連携も図る考えを明らかにした。同月10日、民進党は離党届を受理。9月11日夜、若狭と細野は小池百合子と東京都港区で会食。新党結成に向けて協議している政策などについて小池に報告した。
同年9月23日、若狭と細野は新党の名称を「希望の党」とする方向で最終調整に入った。9月25日、新党「希望の党」は総務大臣に党の設立を届け出た。党の代表は小池とされ、設立届には若狭、細野、中山恭子ら現職の国会議員9人が名を連ねた。9月27日、希望の党設立会見に、参加国会議員14人の一人として同席した。10月3日、若狭と細野と民進党総合選対本部長代行の玄葉光一郎は参議院議員会館で記者会見し、希望の党の第1次公認192人を発表した。
同年10月22日の第48回衆議院議員総選挙に前回同様静岡5区に単独立候補し、7選。希望の党で小選挙区単独立候補したのは細野ただ一人であった。
同年11月の希望の党共同代表選挙後の党役員人事では憲法調査会長に就任した。
2018年4月、民進党と希望の党が合流し国民民主党を結党したが、参加せず無所属となった。

### 志帥会入会・無所属の会
2019年1月31日、自由民主党の派閥である志帥会（二階派）に特別会員として入会し、将来的な自由民主党入党の意向も示した。同年7月2日、長島昭久と共に自民党の衆議院会派「自由民主党・無所属の会」に入会した。
2021年10月の第49回衆議院議員総選挙では無所属で出馬し、10月31日の投開票にて、自身の強固な地元支持層を固め、自由民主党公認候補だった吉川赳を保守分裂ながらもダブルスコアという圧倒的大差で破り、8選。対立候補の吉川が比例復活出来なかった際には、円滑な自由民主党への入党許可が見込まれていた。結果としては吉川にダブルスコアでの圧勝だったが、吉川の比例復活を許してしまった。とはいえ自由民主党は比例東海ブロックで比例票を9議席を獲得、比例東海ブロックでの他の自民党候補が小選挙区で強かったこともあり、小選挙区で敗北しても重複立候補した自民党候補は全員復活当選できたため供託金没収となる小選挙区での得票率が10%を割らない限りは吉川の比例復活は確定していた。その中で吉川は重複立候補者の中で最下位での比例復活であった（吉川の次点当選者である比例単独出馬かつ比例名簿下位の31位であった山本左近も当選した）。

### 自由民主党入党以後
第49回衆議院議員総選挙の5日後である2021年11月5日、自由民主党本部は細野の入党を認め、同日付で入党した。自由民主党静岡県連は、過去の経緯から細野の入党に一貫して反対してきたが、同月23日に党本部の決定を受け入れた。ただし静岡県連への加入は認められたものの、静岡県第5区の支部長は吉川のままであった。この背景には岸田文雄総理・総裁自身の派閥（宏池会）に所属する吉川が同区の支部長を継続するという党本部の意向と、過去に民主党時代の細野が(アベノミクスなど)自民党の政策に対して批判的言動を繰り返していたために、県連が強く反発していることが挙げられる。同年12月7日、県連は自民党本部が提示した細野を支部長とする「静岡県衆議院支部」を新設し、静岡5区支部長はそのまま吉川が務めるという案を了承した。一方で、県連大会や国会議員団会議などに細野が出席することは一切認めないとしている。
2022年6月10日には、18歳の女子学生と飲酒したなどと報じられた問題を受け、吉川が自民党に離党届を提出し、受理された。区の支部長は空席となったが細野が就任することは無く、城内実県連会長が代行することになった。2023年5月29日、静岡県連は総務会を開き、同区の支部長に細野を選任することを了承した。6月2日に党本部が細野の支部長就任を正式決定した。
2024年10月の第50回衆議院議員総選挙では、吉川の不出馬もあり、小選挙区全国2位の14万票余りを得て大勝。自民党公認として初めて、通算9回目の当選を果たした。同年11月15日、自由民主党政務調査会長代理に就任。

## 政策・主張

### 憲法
- 憲法改正について、2017年、2021年のアンケートで「賛成」と回答[66][67]。

- 9条改憲について、2021年の毎日新聞社のアンケートで「改正して自衛隊の存在を明記すべきだ」と回答[68]。

- 改正すべき項目として「自衛隊の保持を明記する」「教育の充実に向けた環境整備を行う旨を明記する」「地方公共団体の権限強化を明記する」「緊急事態に関する条項を新設する」と2021年の朝日新聞社のアンケートで主張[67]。

- 憲法を改正し緊急事態条項を設けることについて、2021年の毎日新聞社のアンケートで「賛成」と回答[68]。

- 憲法解釈の変更による集団的自衛権の行使に賛成しており、前原誠司が主宰する防衛研究会に参加した[69][70]。

### 外交・安全保障
- 安全保障関連法の成立について、2017年のアンケートで「どちらとも言えない」と回答[66]。

- 「他国からの攻撃が予想される場合には敵基地攻撃もためらうべきではない」との問題提起に対し、2021年のアンケートで「どちらとも言えない」と回答[67]。

- 「北朝鮮に対しては対話よりも圧力を優先すべきだ」との問題提起に対し、2017年のアンケートで「どちらかと言えば賛成」と回答[66]。2021年のアンケートで「賛成」と回答[67]。

- 普天間基地の辺野古移設について、2021年のアンケートで「賛成」と回答[67]。

- 徴用工訴訟などの歴史問題をめぐる日韓の関係悪化についてどう考えるかとの問いに対し、2021年の毎日新聞社のアンケートで「政府の今の外交方針でよい」と回答[68]。
- 2003年、古川元久、松本剛明、大塚耕平、松井孝治、浅尾慶一郎と共に「1000万人移民受け入れ構想」を提唱した[71][72]。

### ジェンダー
- 選択的夫婦別姓制度の導入について、2017年のアンケートで「どちらかと言えば賛成」と回答[66]。2024年のアンケートで「賛成」と回答[67]。

- 同性婚を可能とする法改正について、「賛成」と回答[68]

- 2015年、同性愛や性同一性障害等の性的少数者への差別をなくすための超党派の議員連盟「LGBTに関する課題を考える議員連盟」の発足にあたって呼びかけ人を務め、発足後は同会の顧問に就任した[73]。「LGBTなど性的少数者をめぐる理解増進法案を早期に成立させるべきか」との問題提起に対し、2021年のアンケートで「賛成」と回答[67]。2023年の産経新聞のインタビューでも同法案を「苦しむ若者らを救える可能性が高い」と発言し、推進するよう求めた[74]。

- クオータ制の導入について、2021年のアンケートで「賛成」と回答[68]。

### 東日本大震災・原子力発電所事故への対応
- 2011年3月15日、菅直人内閣総理大臣の指示で東京電力本店に常駐。同年6月に原発事故担当大臣に就任し、原子力発電事故の対応を行った。

- 原子力発電所事故発生後、発信される情報を一本化するために、従来の政府・東京電力・原子力保安院が各自で行っていた会見を2011年4月25日より一元化し、情報の透明性、正確性の向上を図った[75]。

- 2011年7月の会見で「汚染水が拡大することがないような努力は必要だ。遮水壁は極めて重要なプロセスで、出来るだけ早い段階で着工できないか検討を始めた」と発言した[76]。その後、廃炉、汚染水問題に取り組む廃炉機構創設等を含む私案を提案するなど、野党になってからも積極的に取り組んでいる[77]。

- 2011年3月22日より日米会議を主催し[78]、同年6月、原子力発電所事故の国際的な協力の要請と、事故概要の説明を目的とし、政府から米英仏に派遣される。アメリカではホルドレン大統領補佐官（科学技術担当）、原子力規制委員会委員長のグレゴリー・ヤツコ、国務副長官のトマス・ナイズらと面談し、事故の調査報告を行った上で、更なる協力関係の理解を求めた[79]。 訪米後、英仏も歴訪し、事故概要と調査報告に関する説明を行った[79]。

- 福島県内に拡散した放射能量を低減させるために、環境省を中心に内閣府、日本原子力研究開発機構で構成された福島除染推進チームを発足させた[80]。

- 2013年1月6日、韓国からの使用済み核燃料受け入れを検討していたことが東京新聞に報じられた[81]。2012年5月25日、細野が内閣府特命担当大臣（原子力防災・原子力行政・原子力損害賠償支援機構）であった時期に、細野の主宰により、遠藤哲也元IAEA理事会議長、秋山信将一橋大学教授らを中心に私的検討会議「核不拡散研究会」が開かれた。この検討会で『六ヶ所再処理工場を利用した他国の使用済燃料の処理・返還の可能性を含め、我が国核燃料サイクル全体の更なる「国際化」を進めることが視野に入ってくる』という報告書が提出されていた[82][83]。

- 2011年9月4日に行われた会見の中で、福島第一原子力発電所事故の汚染物質の処分について触れ、「福島の痛みを日本全体で分かち合うことが国としての配慮ではないかと思っている。福島を最終処分場にはしないということは方針としてできる限り貫きたい」と述べた[84]。

### その他
- アベノミクスについて、2017年のアンケートで「どちらかと言えば評価しない」と回答[66]。

- 安倍内閣による森友学園問題・加計学園問題への対応について、2017年のアンケートで「評価しない」と回答[66]。

- 森友学園への国有地売却をめぐる公文書改竄問題で、2021年5月6日、国は「赤木ファイル」の存在を初めて認めた[85]。しかし5月13日、菅義偉首相はファイルの存在を踏まえた再調査を行わない考えを報道各社に書面で示した[86]。9月の自民党総裁選挙で総裁に選出された岸田文雄も10月11日、衆議院本会議の代表質問で再調査の実施を否定した[87]。国の対応をどう考えるかとの問いに対し、同年の毎日新聞社のアンケートで回答しなかった[68]。

- 「治安を守るためにプライバシーや個人の権利が制約されるのは当然だ」との問題提起に対し、2017年のアンケートで「どちらかと言えば反対」と回答[66]。

- 永住外国人への地方選挙権付与について、2009年のアンケートで「どちらかといえば反対」と回答[88]。その後、「民主党はこの問題について再検討すべき時期が来ている」と反対の姿勢を明確にしている[89]。

- 首相の靖国神社参拝について、2017年のアンケートで「どちらかと言えば反対」と回答[66]。

- 「時々靖国神社に慰霊に行く」と発言しており、A級戦犯については分祀した上で無宗教の国立追悼施設を新たに建立するのではなく靖国神社を慰霊施設として残すべきと主張している[90]。ただし、菅直人第2次改造内閣で入閣して以降は「8月15日に参拝することは全く違う政治的な意味合いがあるので、参拝しない」と明言し、外交的な配慮も重視している[91]。

- 2009年12月20日、テレビ朝日の番組で天皇特例会見について懸念を表明した宮内庁長官の羽毛田信吾に対して「中でいろいろ言うのはいいが、外向きに出すのはどうなのか」と批判。鳩山政権の対応についても「（皇室外交という）デリケートな問題に不慣れで、内閣と宮内庁の意思が通い合わなかった」と述べた[92]。

- 2010年9月29日、極秘に訪中し北京の釣魚台迎賓館で中国政府要人と会談。9月7日に発生した尖閣諸島中国漁船衝突事件で悪化した日中関係の改善と、河北省で拘束されたフジタの日本人社員の解放を求めるための菅の特使として訪れたとみられたが、政府や細野はこれを否定した[93][94]。

- いわゆる「霞が関埋蔵金」について、「埋蔵金」を各省庁が管理している特別会計や独立行政法人などの資産から負債を引いた額であると定義し、2008年1月の国会において、自身の試算を披露した[95]。それは「（1）特別会計の余剰金68兆円」「（2）独立行政法人の余剰金16兆7000億円」「（3）独立行政法人の関連会社と公益法人の余剰金11兆1000億円」の、合計96兆円もの余剰金があると主張するものであった[96]。

- 2012年6月、首相の野田佳彦が消費税増税などを含む社会保障・税一体改革関連法案の提出を表明すると、それに反発する小沢一郎らとの間で意見が対立した。同年6月22日の記者会見において、細野は「（小沢氏らの）マニフェストを実現すべきだという気持ちはよくわかる」[97]と発言し、小沢らの主張に一定の理解を示すとともに、党内の対立が先鋭化することを懸念し「首相は腹を決めておられる。気をもんでいる」[97]と述べている。

- 2008年2月21日、道路特定財源の問題に関する衆議院予算委員会での質疑において、国際建設技術協会（国土交通省からの天下り団体）が随意契約で受注し、道路特定財源の内から約1億円もの大金を使って作成した調査報告書（3部）が、世界銀行のデータなどの参照資料、外国語を自動翻訳した支離滅裂な文章、ウィキペディアの項目の引用だけしかないという役に立たないものであると批判した[98]。

- 2009年2月3日の衆議院予算委員会で首相の麻生太郎に対し、「国家公務員の天下りや渡りを3年間認めるとした前年の「職員の退職管理に関する政令」を放置したまま、1年以内に渡りを廃止する政令を新たに出すとする答弁は矛盾している」と述べ、政令を訂正するよう要求した[99][100]。

## 人物

### 旧統一教会との関係
ジャーナリストの鈴木エイトが作成した「旧統一教会関連団体と関係があった現職国会議員168人」によれば、旧統一教会関連団体との関係について、 2013年に自身の政治団体「伊豆政策研究会」宛てに、旧統一教会系の世界日報元社長から3万円の寄付受け取り。2015年には『世界日報』にインタビューが掲載されている。

### その他
- 前原誠司は京都大学法学部の先輩に当たる。当選後は前原グループに所属し、前原の党代表時代に党役員室長に任命された。宇宙分野の専門家と親しく、千葉工業大学教授の松井孝典や京都大学元総長の松本紘と親しい。和歌山大学教授の秋山演亮は幼馴染み。
- 細野党と呼ばれる支持層を持つ[48][49]。
- 編集工学研究所所長の松岡正剛と度々対談も行っており、民主党新世代5綱の「土発経済」という言葉は、松岡の言葉を拝借したと述べるなど、影響を受けていることを明らかにしている[102]。
- 演出家の鈴木忠志とは、鈴木主催の利賀会議に参加するなど、当選直後から現在まで交流を続けている[103]。
- かつては保守二大政党制を主張し[104][105]、共産党との共闘には反対の立場を取る[106][107]など前原誠司、長島昭久ら共に民主党保守派と位置づけられていた[108]。政治理念として｢現実的な外交安全保障｣と｢弱い人の立場に立つリベラルな内政｣を掲げている[104]。
- 民主党・民進党内では、保守系議員とされていた[109]。
- 辻元清美から「あなたから男前を取ったら何が残るの」と時々言われている[110]。
- 2013年に次女が超低体重児で生まれるも、僅か9日間で亡くなっている[111][112]。

## 不祥事
- 2006年（平成18年）9月、『筑紫哲也 NEWS23』のキャスターに膳場貴子とともに抜擢された山本モナとの不倫を報じられる。山本は体調不良を理由に10月2日から『筑紫哲也 NEWS23』の出演を休み、10月23日付けで降板した。

- 2018年（平成30年）6月28日、細野が2017年の衆院選期間中に証券会社から5千万円を受け取っていたが、選挙運動費用収支報告書に「借入金なし」として報告書を出していたことが報じられた[113]。細野はその後、個人の借入金を報告する資産報告書で訂正した。証券会社へは10月13日ごろまでに、細野事務所から「政治活動を支援する目的で」貸し付けの依頼があり、19日に資金を提供した。細野は会見で「希望の党の創設に関わった人間として、選挙後のいろんな可能性に備えるため」「政治資金として使う可能性があり、個人で借りた」と説明し、「選挙資金という考えはなかった」「選挙後にお借りしたという思いだった。やや認識の違いがあった」との認識を示した[114]。
- 2020年10月に日本学術会議会員の任命問題が話題になった際、平井文夫の「学術会議で6年働けば、日本学士院で死ぬまで年金250万円」との発言を引用してSNSで発信した。しかし、学術会議と学士院は別組織であり、学士院への昇格制度はなく、デマであった。後に、発言を撤回した[115]。

## 発言
自民党の戦争放棄に関して
2012年11月25日、NHK日曜討論の生放送において「自民党の中に、普通の国になって戦争もできるようにするんだという声はある。相当、考え方はそちらの方がいる」と述べた。この発言に対して同番組内で自民党の世耕弘成が「我が党に戦争をしたいなどという人はいない。我々は戦争放棄を明確にうたっている」と反論した他、自民党総裁の安倍晋三も街頭演説で「限度を超えたことを言っている」「（自民党内で）誰が『戦争をやりたい』と言っているのか。その名前を言えないのならば、『あなたは辞めなさい』と言いたい」と述べた。
選挙制度改革
2013年3月7日の衆議院予算委員会で、自民党が既に法案提出済みの0増5減法案（衆議院議員総選挙の小選挙区制において「一票の格差」を是正するために選挙区の議員定数を調整する案の一つで、議席数を計5つ削減し、それに対する定数の増加は行わない法案）について、「これ逃げないでください。0増5減は定数削減の名には値しません」と述べた。これに対し首相の安倍は「まず、『逃げないでください』という言いぶりは、極めて失礼だと思いますよ。やらなかったのは、当時、多数を持っていた民主党じゃありませんか」と述べた。続けて細野が「3月の半ばまでには、総裁として責任を持って党の（定数削減）案をまとめて持ってきてくださいよ。いかがですか」と述べたのに対し安倍は「またまた居丈高におっしゃってますが、与党案ができて皆さんがのみ込めばですね、それは成立するということであります」と反論。これに対し細野は「控えめな表現で申し上げますが、ややごう慢だと思いますよ。（石破茂幹事長が言った）3月中旬という約束を、総裁としてもしっかり守って頂けますね」と述べ、安倍の「これは私が約束したわけではありませんから」との答えに対しては「『幹事長がやったから総裁は知りません』なんて通用するわけないじゃないですか」と批判した。
アベノミクス
街頭演説で安倍の経済政策「アベノミクス」について「株高でもうけた人もいるかもしれない。だが、子どもたちの将来の財布からお金を引き出して株価が上がっているとすれば、それを認めることはできない。私たち民主党は、将来の子どもたちの財布に手を突っ込むようなことはしない」と批判した。
日教組からの選挙支援
2013年2月10日、民主党参議院議員会長の輿石東と日本教職員組合の賀詞交換会に出席した際「皆さんと一緒に作ってきた政策は間違っていなかった。力を合わせて選挙戦をたたかいたい」と述べ、同年7月の第23回参議院議員通常選挙における支援を求めた。
与党による審議拒否
2013年5月7日、中国を訪問中であった参議院環境委員長の川口順子（自民党）が要人との会談が実現したとして要請した帰国延期は野党の反対で認められなかったが、川口は国会の許可なく滞在を1日延長し委員会が中止になった。これに反発した野党7党が川口の委員長解任決議案を提出したことを受け、与党の自民・公明両党は翌8日の参議院予算委員会を欠席し審議拒否した。この件について細野はツイッターに「与党が審議拒否するのを見たのは初めてです。」と投稿した。なお、与党による審議拒否は2011年3月1日の参議院予算委員会、2012年10月11日の決算行政監視委員会等、民主党が与党であった時期にも例がある。そのうち、2011年3月1日の事例では、野党および枝野幸男官房長官（当時）が審議を求めていたにもかかわらず、与党だった民主党が一方的に事前協議を打ち切り、審議の場である予算委員会の開催そのものも拒否して、自ら提案した予算案の予算委員会での審議入りを遅らせており、政権交代のため編成がずれ込んだことから、年度内の成立が見込めず、50日間の暫定予算が執行されていた予算案について、委員会が開かれたにもかかわらず、与党が審議拒否した2013年のケースとは異なる。
民進党から希望の党への三権の長経験者の受け入れに関して
2017年9月28日、民進党が希望の党への合流を両院議員総会で決めた後、「BSフジLIVE プライムニュース」等で「民進党の中で三権の長を経験をした方については、まずご遠慮いただく」と発言し、民主党政権時代の首相経験者である菅直人、野田佳彦らの受け入れに難色を示した。野田は翌日、「先に離党していった人の股をくぐる気はまったくない」と述べて第48回衆議院議員総選挙に無所属で出馬する意向を示した。野田は当選後、11月27日のブログにおいて、特別国会が召集された11月1日に衆議院本会議場で細野から「大変失礼な発言をしてしまい申し訳ありませんでした。あの発言は上からの指示でやむを得ず…。」と謝罪があり、発言は希望の党代表の小池百合子東京都知事の指示によるものだったと釈明があったことを明らかにした。その上で、「上からの指示を明らかにする細野氏の真意についても、不可解としか言いようがありません」と記した。細野は12月5日、「BSフジLIVE プライムニュース」に出演し、「『三権の長はご遠慮いただく』ということに関しおわびしたのは事実だ」とした上で、「野田氏が幹事長の時に共産党との共闘を進めた」「非常に違和感があり、一緒の党でやるのは難しかった」と述べた。

## 選挙歴
| 当落 | 選挙                   | 執行日         | 年齢 | 選挙区        | 政党       | 得票数     | 得票率 | 定数 | 得票順位 /候補者数 | 政党内比例順位 /政党当選者数 |
| ---- | ---------------------- | -------------- | ---- | ------------- | ---------- | ---------- | ------ | ---- | ------------------ | ---------------------------- |
| 当   | 第42回衆議院議員総選挙 | 2000年06月25日 | 28   | 旧静岡県第7区 | 民主党     | 7万3044票  | 30.34% | 1    | 1/6                | /                            |
| 当   | 第43回衆議院議員総選挙 | 2003年11月09日 | 32   | 静岡県第5区   | 民主党     | 13万7201票 | 49.39% | 1    | 1/3                | /                            |
| 当   | 第44回衆議院議員総選挙 | 2005年09月11日 | 34   | 静岡県第5区   | 民主党     | 14万8002票 | 48.79% | 1    | 1/3                | /                            |
| 当   | 第45回衆議院議員総選挙 | 2009年08月30日 | 38   | 静岡県第5区   | 民主党     | 18万4328票 | 59.04% | 1    | 1/3                | /                            |
| 当   | 第46回衆議院議員総選挙 | 2012年12月16日 | 41   | 静岡県第5区   | 民主党     | 15万6887票 | 58.98% | 1    | 1/4                | /                            |
| 当   | 第47回衆議院議員総選挙 | 2014年12月14日 | 43   | 静岡県第5区   | 民主党     | 14万3012票 | 58.56% | 1    | 1/3                | /                            |
| 当   | 第48回衆議院議員総選挙 | 2017年10月22日 | 46   | 静岡県第5区   | 希望の党   | 13万7523票 | 54.85% | 1    | 1/3                | /                            |
| 当   | 第49回衆議院議員総選挙 | 2021年10月31日 | 50   | 静岡県第5区   | 無所属     | 12万7580票 | 51.81% | 1    | 1/4                | /                            |
| 当   | 第50回衆議院議員総選挙 | 2024年10月27日 | 53   | 静岡県第5区   | 自由民主党 | 14万1021票 | 63.17% | 1    | 1/3                | /                            |

## 所属団体・議員連盟
- 選択的夫婦別氏制度を早期に実現する議員連盟[143]

## 著書
- パラシューター 国会をめざした落下傘候補、疾風怒涛の全記録（2003年4月、五月書房） ISBN 4772703888
- 岩波ブックレット No.596「情報は誰のものか」（2003年5月、岩波書店、筑紫哲也・西山太吉・細野豪志・田島泰彦共著） ISBN 4000092960
- 証言 細野豪志 「原発危機500日」の真実に鳥越俊太郎が迫る（2012年8月、講談社） ISBN 978-4062177610
- 未来への責任（2013年6月、角川oneテーマ21） ISBN 978-4041104903
- 東電福島原発事故 自己調査報告 深層証言&復興提言:2011+10（2021年2月、徳間書店、細野豪志著、開沼博編） ISBN 978-4198652739
- 18歳になる君へ 政治家という選択 (2025年6月、徳間書店[144]) ISBN 978-4198660390